# 증거자 테오파니스
성 테오파니스 증거자(그리스어: Ο Άγιος Θεοφάνης ο Ομολογητής, 758년 또는 760년경 - 817년 또는 818년 3월 12일)는 동로마 제국의 귀족이자 기독교 수사, 연대기 작가이다. 사후 성인으로 시성되었으며, 로마 가톨릭교회에서의 축일은 3월 12일, 율리우스력을 따르는 동방 정교회에서의 축일은 3월 25일이다.